# Philipp von Imhoff

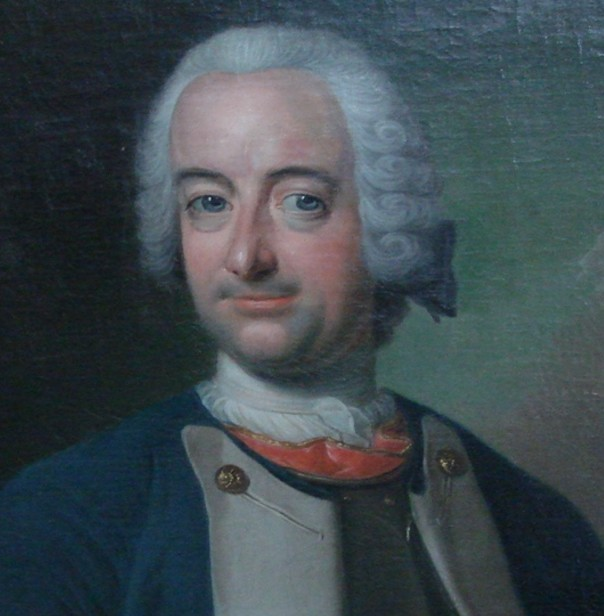
Generalleutnant Philipp Ernst Freiherr von Imhoff

Philipp Ernst Freiherr von Imhoff (* 17. Dezember 1702 in Nürnberg; † 4. April 1768 in Braunschweig) war ein braunschweig-wolfenbüttelscher Generalleutnant.

## Leben
Philipp Freiherr von Imhoff kam schon früh mit seinem Vater Andreas Lazarus nach Wolfenbüttel, erhielt, als dieser darauf gestorben war, unter der Obhut seiner Mutter, einer geborenen von Woyda, eine sorgfältige Erziehung und besuchte die Universität Altdorf.
Im Alter von 18 Jahren trat er als Fähnrich in das in Braunschweig garnisonierende Infanterieregiment Herzog von Bevern ein. Mit diesem rückte er, seit 1728 Hauptmann, im Frühjahr 1734 an den Rhein, um am polnischen Thronfolgekrieg teilzunehmen. Die von ihm befehligte Kompanie gehörte zu den Verteidigern der Reichsfestung Philippsburg, und als deren Kommandant, der kaiserliche Feldmarschallleutnant von Wutgenau, nachdem alle Mittel des Widerstandes erschöpft waren, mit den belagernden Franzosen Unterhandlungen anknüpfte, war es von Imhoff, der neben Oberst von Rothenburg dieselben führte. 
Nachdem er im Herbst des folgenden Jahres noch der Schlacht von Kloster Clausen am Salmbach in Trier beigewohnt hatte, kehrte er nach geschlossenem Frieden Anfang 1736 in die Heimat zurück. Herzog Karl, welcher inzwischen zur Regierung gelangt war, wendete von Imhoff bald seine volle Gunst zu. Ein Beweis des Vertrauens, das dieser Fürst ihm schenkte, war eine Sendung nach dem Kriegsschauplatz in Ungarn, wo braunschweigische Truppen in kaiserlichem Solde gegen die Türken kämpften. 
Das Infanterieregiment, dessen Chef und Oberst er 1748 geworden war, marschierte in demselben Jahre in die Niederlande; der bald darauf zu Aachen geschlossene Frieden ließ dasselbe aber nicht zu kriegerischer Tätigkeit kommen.

### Siebenjähriger Krieg
Braunschweig stellte zu der alliierten Armee, die im Frühjahr 1757 im nordwestlichen Deutschland unter den Befehlen des Herzogs von Cumberland aufgestellt wurde, ein Kontingent von 5800 Mann in sieben Bataillonen, deren Kommando Generalleutnant von Imhoff erhielt. 
Durch die in der Folge der unglücklichen Schlacht bei Hastenbeck, in der Imhoff der linke Flügel der Infanterie unterstellt war, abgeschlossene Konvention von Kloster Zeven geriet diese Truppe in eine eigentümliche Lage. Ihr Vaterland und mit demselben ihr Landesherr waren in der Gewalt der Franzosen; hierdurch genötigt und zugleich durch Abmachungen, die er mit dem Wiener Hof getroffen hatte, bewogen, gab Herzog Karl an von Imhoff den Befehl, gemäß der Konvention die braunschweigischen Truppen in die Heimat zurückzuführen. König Georg II. von Großbritannien aber, in dessen Solde diese standen, verwarf die Konvention und befahl die Wiederaufnahme der Operationen, zu deren Leitung Herzog Ferdinand von Braunschweig, der Bruder des Regierenden berufen wurde. Von Imhoff wusste, dass man ihn nicht abmarschieren lassen würde; er versuchte daher heimlich in der Nacht vom 19./20. November aus seinem Lager bei Schwinge (zwischen Stade und Bremervörde) zu entkommen, war aber am folgenden Morgen bei Mulsum eingeholt und durch den hannoverschen Generalmajor von Wangenheim zur Umkehr gezwungen. Eigene Unschlüssigkeit war nicht ohne Schuld an dem Misslingen des Unternehmens. Von Imhoff wurde als Arrestant nach Stade gebracht und langte erst im Mai 1758 als Herzog Ferdinand schon am Rhein stand, bei der Armee wieder an. Der Sohn seines Kriegsherrn, der „Erbprinz“, nachmals Karl Wilhelm Ferdinand von Braunschweig, jetzt gleichfalls zum Generalleutnant ernannt, erhielt jedoch die Anciennität vor ihm. 
In den Jahren 1758 und 1759 nahm er nun intensiv am Krieg teil. Die Schlacht bei Meer (franz. Affaire de Meer, heute Hamminkeln-Mehrhoog) und die Einnahme von Münster sind die Gelegenheiten, bei denen er besonders hervortrat, doch auch in der Schlacht bei Minden gehörte er zu denjenigen Generalen, denen Herzog Ferdinands Ordre vom 2. August die Erfolge des Tages ausdrücklich dankte. Die Schlacht bei Meer am 5. August 1758 rettete die Brücken bei Rees, die der Armee den Rückzug auf das rechte Rheinufer sicherten; von Imhoff leitete es selbständig und, wenn man ihm auch vorwerfen kann, dass seines Gegners General Chevers Angriff ihn überraschte, so verdienen doch seine taktischen Anordnungen und sein rechtzeitiges Übergehen zur Offensive volle Anerkennung.
Die Belagerung von Münster begann er Ende August 1759; des Marquis d’Armentières Nahen zum Entsatz nötigte ihn bald, sie in eine Blockade zu verwandeln und als die Verhältnisse es gestatteten, den förmlichen Angriff von neuem aufzunehmen, fiel die Leitung der eigentlichen Belagerung dem Grafen Wilhelm zur Lippe anheim, während von Imhoff die Entsatzversuche abwehrte. Das Einvernehmen zwischen beiden Führern war freilich nicht das beste und dem Major von Bülow, Herzog Ferdinands Adjutanten, den dieser von Imhoff beigegeben hatte, kostete es viele Mühe den Frieden zwischen ihnen zu erhalten, aber das Endergebnis war doch, dass der tapfere französische Kommandant, General Gayon, am 21. November kapitulierte und dass d’Armentières abzog.
Schlechter ging es von Imhoff im Jahr 1760. Herzog Ferdinand hatte ihm mit 13000 Mann die Behauptung der wichtigen Ohmlinie aufgetragen. Diese aber gab er, als der Marschall Broglie Ende Juni gegen dieselbe anrückte, vorzeitig auf und darüber entstand zwischen ihm und Herzog Ferdinand, welcher selbst von der Schuld an dem Verlust nicht ganz freizusprechen ist, ein derartiges Zerwürfnis, dass letzterer, noch dazu durch Imhoff's Art und Weise sich zu verteidigen, gereizt, ihn von der Armee entfernte. Das Vertrauen des regierenden Herzogs aber verlor er deshalb nicht. Derselbe ernannte ihn zum Kommandanten von Braunschweig und, als im Oktober 1761 Prinz Xaver von Sachsen die Stadt bedrohte, hatte er Gelegenheit, dasselbe zu rechtfertigen, indem die Verteidigungsanstalten, welche er traf, und der Widerstand, den er dem Feind entgegensetzte, die Stadt vor der Besetzung schützten, bis General von Luckner und Prinz Friedrich August von Braunschweig zum Entsatz heran waren.

## Tod
Am 4. April 1768 starb er zu Braunschweig unvermählt und wurde in der Familiengruft der von ihm 1763 gekauften Herrschaft Hohenstein bei Coburg beigesetzt.